# 不屈の海
不屈の海（ふくつのうみ）は、横山信義作の架空戦記。中央公論新社 C★NOVELSより全6巻で刊行された。
カバー画は髙荷義之。

## 概要
「大和なき日本」と「イタリアの参戦なきドイツ」という二つの世界を組み合わせている。
なお大和は米軍単独攻撃によって撃沈させられたため、対英戦は発生していない。
しかし米軍がオーストラリアからビスマルク諸島を借りたため、ニューギニア戦は発生している。

## あらすじ
戦艦大和の存在に脅威を感じたアメリカ軍により、公試運転中の大和は雷撃され大破着底させられる。
ハワイ奇襲部隊も米戦艦群により補足される。
一方欧州ではイタリアが枢軸国にも加わりつつも参戦せずドイツの工場という役割を担っていた。

## 登場人物
- 澄川道男：連合艦隊首席参謀
- 田中頼三：海軍少将
- 吉田 善吾 : 連合艦隊司令長官

## 登場メカニック
- 剣風：日本軍の新型戦闘機

## 各巻題名
- 不屈の海1 - 「大和」撃沈命令 （2018年6月） ISBN 978-4125013886
- 不屈の海2 - グアム沖空母決戦 （2018年8月） ISBN 978-4125013909
- 不屈の海3 - ビスマルク海夜戦 （2018年10月） ISBN 978-4125013916
- 不屈の海4 - ソロモン沖の激突 （2018年12月） ISBN 978-4125013954
- 不屈の海5 - ニューギニア沖海戦 （2019年2月） ISBN 978-4125013978
- 不屈の海6 - 復活の「大和」 （2019年4月） ISBN 978-4125014005